# NGC 4923
NGC 4923 је елиптична галаксија у сазвежђу Береникина коса која се налази на NGC листи објеката дубоког неба.
Деклинација објекта је + 27° 50' 49" а ректасцензија 13h 1m 31,8s. Привидна величина (магнитуда) објекта NGC 4923 износи 13,7 а фотографска магнитуда 14,7. Налази се на удаљености од 94,383 милиона парсека од Сунца. NGC 4923 је још познат и под ознакама MCG 5-31-101, CGCG 160-97, DRCG 27-78, PGC 44903.